# Elroy Chester
Elroy Chester (* 14. Juni 1969 in Jefferson County, Texas; † 12. Juni 2013 in Huntsville, Texas) war ein US-amerikanischer Schwerkrimineller und Serienmörder. Er wurde 2013 hingerichtet.

## Ereignisse
Chester galt als der gefährlichste Verbrecher in der Kriminalgeschichte von Port Arthur, Texas. Der Hilfsarbeiter wurde verhaftet, nachdem er am 6. Februar 1998 in ein Haus in Port Arthur eingedrungen war. Er hatte dort drei Jugendliche überwältigt, mit dem Tod bedroht, einige Wertsachen geraubt und zwei Mädchen im Alter von 14 und 17 Jahren vergewaltigt. Der zufällig vorbeikommende Onkel der Mädchen, der 38-jährige Feuerwehrmann Willie Ryman, wurde von Chester erschossen. Auf der Flucht schoss er auch mehrmals auf das Fahrzeug von Ryman, in dem sich dessen Freundin befand. Diese blieb jedoch unverletzt.
Er wurde wenig später verhaftet und auch die Mordwaffe wurde bei ihm sichergestellt. Durch die ballistischen Untersuchungen und DNA-Vergleichen wurde er mit einer ganzen Reihe weiterer schwerer Straftaten in Verbindung gebracht. Insgesamt soll er 25 Einbrüche, fünf Morde, fünf Mordversuche und drei Vergewaltigungen verübt haben. Die Straftaten ereigneten sich zwischen August 1997 und Februar 1998. Aus einem der zahlreichen Einbrüche stammte auch die Tatwaffe.
Chester war für die Polizei kein Unbekannter. Er war bereits für drei Einbrüche verurteilt worden, ehe er im Februar 1990 entlassen wurde. Wegen Verstoßes gegen die Bewährungsauflagen, wurde er im Januar 1994 wieder verhaftet. Im März 1997 erfolgte seine erneute Entlassung auf Bewährung.
Er gestand schließlich die Raubmorde an John Sepeda (78) und Etta Stallings (87), den Lustmord an Cheryl DeLeon (40), den Rachemord an Albert Bolden (35) und den Mord an Willie Ryman (38). Darüber hinaus gestand er die beiden Vergewaltigungen vom Februar 1998 und die Vergewaltigung einer 10-Jährigen im August 1997.
Die Jury brauchte im August 1998 weniger als zwölf Minuten, um ihn zum Tode zu verurteilen. Die Strafe und das Urteil wurden im Januar 2000 vom Berufungsgericht bestätigt. Ein Bundesgericht hob das Todesurteil im Juli 2002 mit der Begründung auf, dass Chester geistig zurückgeblieben sei und deshalb nicht hingerichtet werden dürfe. Das Gericht berief sich dabei auf eine Entscheidung des Obersten Gerichtshofes aus diesem Jahr. Das Berufungsgericht für den 5. Bezirk hob das Urteil des Bundesgerichtes im Februar 2003 jedoch wieder auf und bestätigte das Todesurteil gegen Chester. Alle folgenden Rechtsmittel wurden abgelehnt, darunter ein letztes Gnadengesuch vor der Hinrichtung an den Obersten Gerichtshof.
Er wurde im Juni 2013 in der Huntsville Unit mit der Giftspritze hingerichtet.